# 山田久就
山田 久就（やまだ ひさなり、1907年1月13日 - 1987年12月15日）は、日本の外交官、政治家。第9代環境庁長官。衆議院議員（4期）。
父は高岡新報（現在の北日本新聞）元社長の山田久太郎。

## 概要
1907年京都市生まれ。富山県東礪波郡広塚村（後の福野町、現在の南砺市）出身。旅順中学校、第四高等学校卒業。1929年に東京帝国大学法学部を卒業した後、外務省に入る。同期に朝海浩一郎（駐米大使）や大野勝巳（駐英大使）など。外務事務次官や駐ソ連特命全権大使等を務めた後、1967年の第31回衆議院議員総選挙に旧東京8区から立候補し当選する。
1973年に外務政務次官となり、1977年発足の福田赳夫改造内閣において環境庁長官となる。1979年に落選し政界引退。1980年に勲一等旭日大綬章を受章する。1987年12月15日死去。享年80。

## 略歴
- 1928年（昭和3年）9月 - 高等試験外交科試験に合格。
- 1929年（昭和4年） 　- 東京帝国大学法学部政治学科卒業。外務省入省。イギリス外務書記生となる。
- 1932年（昭和7年）1月 - 外交官補
- 1934年（昭和9年）3月 - 条約局勤務。永代借地権問題担当
- 1937年（昭和12年）2月 - 陸軍主計少尉
- 1938年（昭和13年）1月 - 在中華民国大使館勤務。日中紛争解決に携わる。
- 1939年（昭和14年）3月 - 興亜院事務官
- 1940年（昭和15年）5月 - 外務省東亜局二課長
- 1942年（昭和17年）11月- 大東亜省総務局考査課長兼総務課長
- 1944年（昭和19年）12月- 情報局情報官兼任
- 1945年（昭和20年）8月 - 外務省参事官管理局第四部長
- 1946年（昭和21年）2月 - 管理局経済部長
- 1946年（昭和21年）7月 - 終戦連絡中央事務局政治部長。連合軍総司令部(GHQ)と公職追放、財閥解体問題他折衝。
- 1948年（昭和23年）2月 - 連絡調整中央事務局次長
- 1949年（昭和24年）6月 - 吉田茂首相の忌避にふれ多くの外務官僚と共に審議室へ
- 1952年（昭和27年）3月 - 外務省退官
- 1952年（昭和27年）5月 - 東京都渉外部長
- 1955年（昭和30年）3月 - 吉田茂首相退陣に伴い外務省復職。駐イラン特命全権大使
- 1958年（昭和33年）3月 - 外務事務次官
- 1960年（昭和35年）　  - 日米安保条約改定に携わる。
- 1961年（昭和36年）5月〜1963年（昭和38年）12月 - 駐ソ連特命全権大使（兼ルーマニア特命全権大使）
- 1964年（昭和39年）3月 - 外務省退官
- 1967年（昭和42年）1月 - 第31回衆議院議員総選挙において自由民主党より立候補当選（旧東京8区）
- 1967年（昭和42年） - 沖縄問題等に関する特別委員会理事
- 1972年（昭和47年） - 衆議院沖縄及び北方問題に関する特別委員会委員
- 1973年（昭和48年） - 衆議院商工委員会理事、第2次田中角榮内閣第1次改造内閣外務政務次官。自民党外交部会長
- 1976年（昭和51年） - 衆議院外務委員会委員
- 1977年（昭和52年） - 環境庁長官、福野町名誉町民
- 1979年（昭和54年） - 第35回衆議院議員総選挙において落選。政界引退
- 1980年（昭和55年） - 勲一等旭日大綬章受章

## 元秘書
- 服部征夫（1969年 - 1975年[2]）

## 著書
- べらんめえ外交官（金剛出版、1966年）
- ソビエト"石油回廊"に突入す（学習研究社、1980年）
- 北方領土問題